# Friedersdorf, Saxony-Anhalt
Friedersdorf là một đô thị thuộc huyện Anhalt-Bitterfeld, bang Saxony-Anhalt, Đức.